# Amerikanisches Generalkonsulat in Düsseldorf

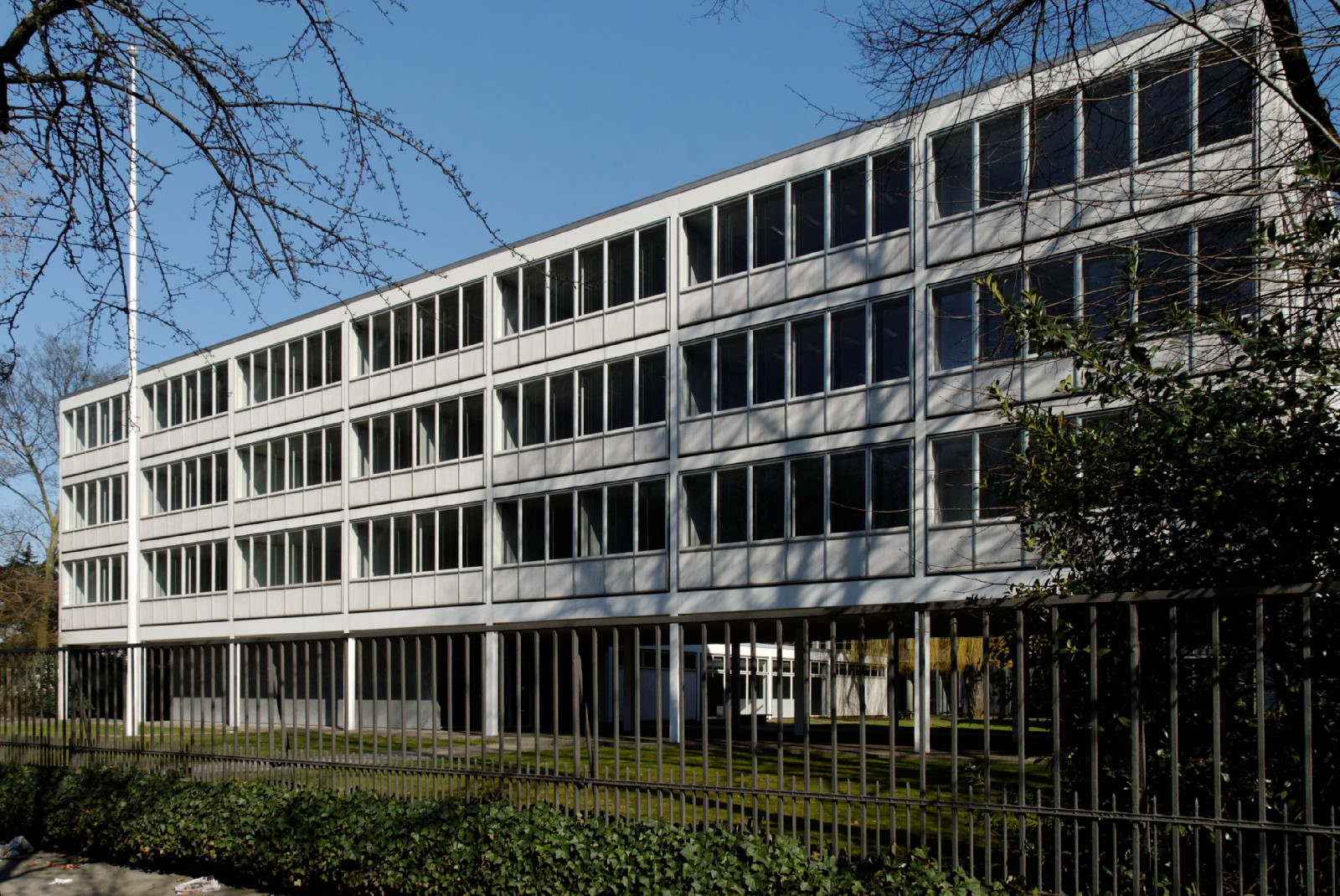
Haus Cecilienallee 5

Das ehemalige Generalkonsulat der Vereinigten Staaten von Amerika an der Cecilienallee 5 in Düsseldorf-Golzheim wurde 1953 nach Plänen von Skidmore Owings & Merrill (SOM) im International Style der 1950er Jahre erbaut. Der Architekt Otto Apel setzte den Entwurf vor Ort um.

## Beschreibung
Der Verwaltungsbau ist ein langgestreckter, viergeschossiger Baukörper. Das Erdgeschoss wurde als offene Säulenhalle gestaltet, in dem ein eingeschossiger, orthogonal stehender Flachbau eingeschoben ist. Die Fassade wird durch die Stahlskelettbauweise geprägt. Sie ist in sieben Achsen unterteilt, jede Achse umfasst sechs Fenster. Die Eingangshalle ist ein eigener Baukörper, der in der zweiten und dritten Achse auf der Hofseite eingeschoben ist. Die Halle ist außen wie innen mit großen schwarzen Marmorplatten verkleidet. Die Brüstungsfelder der Stahlfensterelemente wurden in Römischem Travertin ausgeführt.

## Kunstgeschichtliche Bedeutung
Das Gebäude löst sich von der traditionellen Baukunst bzw. organischen Architektur der Nachkriegszeit und gehört dem Internationalen Stil der Moderne an:

„Architekturgeschichtlich ist das Gebäude dem ‚Internationalen Stil‘ nach dem Zweiten Weltkrieg zuzuordnen. Kennzeichen dieser Richtung, die sich vom traditionsbewussten Bauen und vom organischen Stil der 50er Jahre absetzt, ist ein strenger tektonischer Aufbau, der meist in Stahlskelettbauweise unter Verwendung von viel Glas und optisch leichten Materialien Transparenz und Leichtigkeit erzeugt.“

## Geschichte
Anfang der 1990er Jahre wurde das Gebäude modernisiert, nachdem die Vereinigten Staaten den Sitz ihres Konsulats in ein Bürogebäude hinter dem Hauptbahnhof (Willi-Becker-Allee 10) verlegt hatten. Dabei wurden nachträglich eingebaute Sicherungsanlagen entfernt. Von 1997 bis 1998 wurde das Haus von Christoph Ingenhoven und seinem Büro Ingenhoven, Overdiek, Kahlen und Partner modernisiert, ein Erweiterungsbau wurde auf dem ehemaligen Parkplatz errichtet. Diese bauliche Ergänzung orientierte sich an der baulichen Ästhetik von SOM. Als das Haus zuletzt modernisiert wurde, baute man eine zweite Schiebefensterebene ein, wobei die ursprünglichen Fensteranlagen beibehalten wurden. Im Hofflügel wurde eine Bibliothek eingebaut, wo eine Achse großzügig verglast wurde.